# Turkije op het Eurovisiesongfestival 1982
Turkije deed mee aan het Eurovisiesongfestival 1982 in Harrogate, Verenigd Koninkrijk. Het was de 5de deelname van het land op het Eurovisiesongfestival. Het lied werd gekozen door middel van een nationale finale. 

## Selectieprocedure
De kandidaat voor Turkije op het Eurovisiesongfestival werd gekozen door een nationale finale die plaatsvond op 7 maart 1982 in de studio's van de nationale omroep TRT.
In totaal werden er 4 liedjes gekozen die allemaal meededen in de finale. 
De winnaar werd gekozen door een jury.
| Plaats | Artiest  | Lied        | Punten |
| ------ | -------- | ----------- | ------ |
| 1      | Neco     | Hani        | 12     |
| 2      | Neco     | Rönesans    | 10     |
| 3      | Neco     | Gramofon]   | 9      |
| NA     | Cantekin | Zannetme ki | NA     |

## In Harrogate
In Harrogate trad Turkije op als 5de land net na het Verenigd Koninkrijk en voor Finland. Op het einde van de stemming bleek dat ze 20 punten gekregen te hebben en dat ze daarmee op de 15de plaats eindigden. 

### Gekregen punten

#### Finale
| 12 punten | 10 punten | 8 punten                               | 7 punten    | 6 punten  |
| --------- | --------- | -------------------------------------- | ----------- | --------- |
|           |           | - Luxemburg                            |             |           |
| 5 punten  | 4 punten  | 3 punten                               | 2 punten    | 1 punt    |
|           |           | - Noorwegen - Oostenrijk - Zwitserland | - Nederland | - Finland |

### Punten gegeven door Turkije

#### Finale
Punten gegeven in de finale:
| 12 punten | Duitsland           |
| 10 punten | Verenigd Koninkrijk |
| 8 punten  | Spanje              |
| 7 punten  | Oostenrijk          |
| 6 punten  | België              |
| 5 punten  | Portugal            |
| 4 punten  | Joegoslavië         |
| 3 punten  | Luxemburg           |
| 2 punten  | Zwitserland         |
| 1 punt    | Ierland             |